# Carlos Rotondi
Carlos Rodolfo Rotondi (Río Cuarto, 2 marzo 1997) è un calciatore argentino, attaccante del Cruz Azul.

## Caratteristiche tecniche
È un'ala sinistra.

## Carriera
Cresciuto nel settore giovanile del Newell's Old Boys, debutta in prima squadra il 12 giugno 2017 in occasione dell'incontro di Copa Argentina vinto 4-1 contro il Central Norte (S); un anno più tardi gioca anche il suo primo incontro di Primera División scendendo in campo nel match perso 2-1 contro il Godoy Cruz.
Nel febbraio 2019 viene ceduto in prestito al San Luis de Quillota militante nella seconda divisione cilena; qui realizza la sua prima rete, nel pareggio per 2-2 contro il Santiago Wanderers, club a cui si legherà sempre in prestito nel gennaio 2020.
Il 3 marzo 2021 viene ceduto a titolo definitivo al Defensa y Justicia.

## Statistiche
Statistiche aggiornate al 7 aprile 2021.

### Presenze e reti nei club
| Stagione        | Squadra              | Campionato      | Campionato | Campionato | Coppe nazionali | Coppe nazionali | Coppe nazionali | Coppe continentali | Coppe continentali | Coppe continentali | Altre coppe | Altre coppe | Altre coppe | Totale | Totale | Totale |
| Stagione        | Squadra              | Comp            | Pres       | Reti       | Comp            | Pres            | Reti            | Comp               | Pres               | Reti               | Comp        | Pres        | Reti        | Pres   | Reti   |        |
| --------------- | -------------------- | --------------- | ---------- | ---------- | --------------- | --------------- | --------------- | ------------------ | ------------------ | ------------------ | ----------- | ----------- | ----------- | ------ | ------ | ------ |
| 2016-2017       | Newell's Old Boys    | PD              | 0          | 0          | CA              | 1               | 0               |                    | -                  | -                  |             | -           | -           | 1      | 0      |        |
| 2017-2018       | Newell's Old Boys    | PD              | 2          | 0          | CA              | 0               | 0               |                    | -                  | -                  |             | -           | -           | 2      | 0      |        |
| 2019            | San Luis de Quillota | SD              | 17         | 4          | CC              | 1               | 0               |                    | -                  | -                  |             | -           | -           | 18     | 4      |        |
| 2020            | Santiago Wanderers   | PD              | 28         | 7          | CC              | 0               | 0               |                    | -                  | -                  |             | -           | -           | 28     | 7      |        |
| 2021            | Defensa y Justicia   |                 | -          | -          | CA+CdL          | 1+4             | 0               |                    | -                  | -                  |             | -           | -           | 5      | 0      |        |
| Totale carriera | Totale carriera      | Totale carriera | 47         | 11         |                 | 7               | 0               |                    | -                  | -                  |             | -           | -           | 54     | 11     |        |

## Palmarès

### Competizioni internazionali
- Recopa Sudamericana: 1

Defensa y Justicia: 2021
- CONCACAF Champions' Cup: 1

Cruz Azul: 2025